# Claude Rey (évêque)
Pour les articles homonymes, voir Claude Rey (homonymie) et Rey.
Claude Rey, né le 27 novembre 1773, à Aix-en-Provence, et mort le 17 août 1858, dans cette même ville, est un prélat catholique français, évêque de Dijon.

## Biographie
Claude Rey est né le 27 novembre 1773, à Aix-en-Provence.
Il est ordonné prêtre le 4 juin 1803. À Aix-en-Provence, il aurait reçu l'empreinte du gallicanisme épiscopal autoritaire de l'archevêque Jérôme Champion de Cicé. Après avoir été chanoine, puis vicaire capitulaire d'Aix, il est nommé évêque de Dijon, le 1er février 1832, préconisé le 24 février 1832 et consacré, le 13 septembre 1832, à Avignon, par Antonio Posada Rubín de Celis (es), évêque de Carthagène et collaborateur du pape Grégoire XVI. La nomination de l'abbé Rey, l'un des premiers évêques nommés par le nouveau régime de Juillet, est très mal accueillie par l'épiscopat français :  Paul d'Astros, archevêque de Toulouse, range Claude Rey au nombre des « sujets incapables ou méprisés ». La défiance des évêques de France explique ainsi que le nouvel évêque de Dijon ait dû recevoir la consécration épiscopale d'un prélat étranger.
Il est élevé à la dignité de chevalier de la Légion d'honneur, le 5 juillet 1833, puis à celle d'officier, le 3 avril 1838. Dès sa nomination et avant même son arrivée dans son diocèse, Rey se heurte à l'hostilité de la majeure partie de son clergé, notamment des chanoines de la cathédrale et des curés de canton ; ses rapports avec les autorités civiles se dégradent rapidement.
Il démissionne le 8 mai 1838, et prend le titre d'évêque émérite de Dijon, jusqu'à sa mort, survenue le 17 août 1858, à Aix-en-Provence.

## Armes
D'argent à la bande de gueules chargée d'une couronne d'or.

## Distinctions
- Officier de la Légion d'honneur (3 avril 1838)[5].